# Adolf Bergunker
Adolf Bergunker (russisk: Адольф Соломонович Бергункер) (født 21. september 1906 i Simferopol i det Russiske Kejserrige, død 1989 var en sovjetisk filminstruktør.

## Filmografi
- Rjadom s nami (Рядом с нами, 1957)[1][2]
- Ottsy i deti (Отцы и дети, 1958)